# Министерство внутренних дел Саудовской Аравии
Министерство внутренних дел Саудовской Аравии (араб. وزارة الداخلية‎) отвечает за вопросы национальной безопасности, натурализации, иммиграции и таможни. Основано в 1951 после разделения министерства финансовых и внутренних дел.

## Структура
Министерство состоит из следующих управлений:
Управление внутренней безопасности
- Главное управление полицейских сил
- Главное спасательное управление
- Главное управление гражданской обороны
- Главное следственное управление
- Главное управление исправительных учреждений
- Главное управление судебных служб
- Главное управление безопасности двух святынь

Управление натурализации и проживания
Управление натурализации и проживания обеспечивает соблюдение иммиграционных законов через «миграционную и таможенную полицию». Министерство также отвечает за выдачу паспортов и идентификационных документов гражданам и разрешений для проживания иностранцам.

## Министр внутренних дел
Первым министром внутренних дел стал Абдулла ибн Фейсал, сын короля Фейсала. 18 июня 2012 на пост министра был назначен принц Ахмад, который, как сообщалось, не намерен изменять общие направления политики безопасности королевства после того, как оно столкнулось с угрозой от Аль-Каиды в Йемене и волнениями среди шиитского меньшинства.
Список министров
- Абдаллах ибн Фейсал Аль-Сауд — с 1951 по  1959
- Фейсал ибн Абдул-Азиз Аль Сауд — с 1959 по 1960
- Мусаид ибн Абдуррахман Аль Сауд — в 1960
- Абдул-Мухсин ибн Абдул-Азиз Аль Сауд — с 1960 по 1961
- Фейсал ибн Турки ибн Абдул-Азиз Аль Сауд — с 1961 по 1962
- Фахд ибн Абдул-Азиз Аль Сауд — с 1962 по 1975
- Наиф ибн Абдул-Азиз Аль Сауд — с 1975 по 16 июня 2012
- Ахмед ибн Абдул-Азиз Аль Сауд — с 18 июня 2012 по 5 ноября 2012
- Мухаммед ибн Наиф Аль Сауд — с 5 ноября 2012 по 21 июня 2017
- Абдул-Азиз ибн Сауд Аль Сауд — с 21 июня 2017

## Авиация министерства
| Авиация             | Тип                                   | Модель         | Парк | Примечания                               |
| ------------------- | ------------------------------------- | -------------- | ---- | ---------------------------------------- |
| Sikorsky S-70       | вспомогательный/транспортный вертолёт | S-70i          | 3    |                                          |
| Sikorsky S-92       | вспомогательный/транспортный вертолёт | S-92           | 17   | некоторые вертолёты вооружены пулемётами |
| Sikorsky S-434      | учебный вертолёт                      | S-434          | 9    | используется для подготовки              |
| Kawasaki-Vertol 107 | вспомогательный                       | KV-107IIA-SM-1 | 7    | используется для борьбы с пожарами       |
| Kawasaki-Vertol 107 | вспомогательный/транспортный          | KV-107IIA-SM-2 | 4    | санитарный и спасательный                |
| Kawasaki-Vertol 107 | транспортный                          | KV-107IIA-SM-3 | 2    | VIP-транспорт                            |
| Kawasaki-Vertol 107 | вспомогательный/транспортный          | KV-107IIA-SM-4 | 3    | санитарный вертолёт                      |